# Evaristo José Ferreira
Evaristo José Ferreira (Lisboa, 1792 — Lisboa, 7 de maio de 1860) foi um oficial general do Exército Português que se destacou durante a Guerra Peninsular, que, entre outras funções de relevo, foi lente da Academia Real de Fortificação, Artilharia e Desenho e diretor do Real Colégio Militar. Foi sócio da Academia Real das Ciências de Lisboa.

## Biografia
Assentou praça como soldado, no Regimento de Infantaria n.º 13, em 31 de dezembro de 1807, então com quinze anos de idade.
Em agosto de 1810, quando André Masséna invade Portugal à frente de uma força de 65 000 homens, ainda como praça, vai defrontar-se com os franceses na Batalha do Buçaco (27 de setembro de 1810). Parte de seguida para terras de Espanha e França, integrando-se nas forças anglo-lusas ali empenhadas na denominada Guerra Peninsular. Toma parte no cerco de Badajoz (julho de 1811), na batalha de Salamanca (22 de julho de 1812), no cerco de Burgos (19 de setembro de 1812) e nas batalhas de Nivelle (10 de novembro de 1813), Nive (9 a 13 de dezembro de 1813), Orthez (27 de fevereiro de 1814) e Toulouse (10 de abril de 1814).
Em 3 de agosto de 1813 foi promovido a alferes e, sete meses depois, seria ferido na batalha de Orthez com uma bala de fuzil pela frente.
Em 25 de dezembro de 1820, já então com o posto de tenente, seria agraciado com a Cruz n.º 2 da Guerra Peninsular.
Com o curso completo de engenharia da Academia Real de Marinha e da Academia Real de Fortificação, Artilharia e Desenho, foi lente substituido desta última em 8 de novembro de 1822, e lente proprietário do 4.º ano da mesma academia em 28 de setembro de 1827, então com o posto de capitão a que havia ascendido em 1824. Por estes motivos passou para o Real Corpo de Engenheiros do Exército.
Em 12 de maio de 1847 ascende a coronel graduado e, no ano seguinte, em 30 de agosto, é nomeado diretor do Real Colégio Militar.
Faleceu em 7 de maio de 1860.